# Salemi
Salemi (Salemi in siciliano) è un comune italiano di 9 825 abitanti del libero consorzio comunale di Trapani in Sicilia.
Situato nel cuore della Val di Mazara, è una città medievale, di importante rilievo urbanistico, e sorge in posizione equidistante rispetto ai maggiori centri del territorio.
Ubicata tra le colline coltivate a vigneti e uliveti, si raccoglie intorno al castello dal cui terrazzo merlato della torre circolare è possibile scorgere un vastissimo panorama sulla Sicilia occidentale fino al mare.
La cittadina è inclusa nel club dei borghi più belli d'Italia, l'associazione dei piccoli centri italiani che si distinguono per la grande rilevanza artistica, culturale e storica, per l'armonia del tessuto urbano, la vivibilità e i servizi ai cittadini.

## Storia

### Da Alicia a Salemi

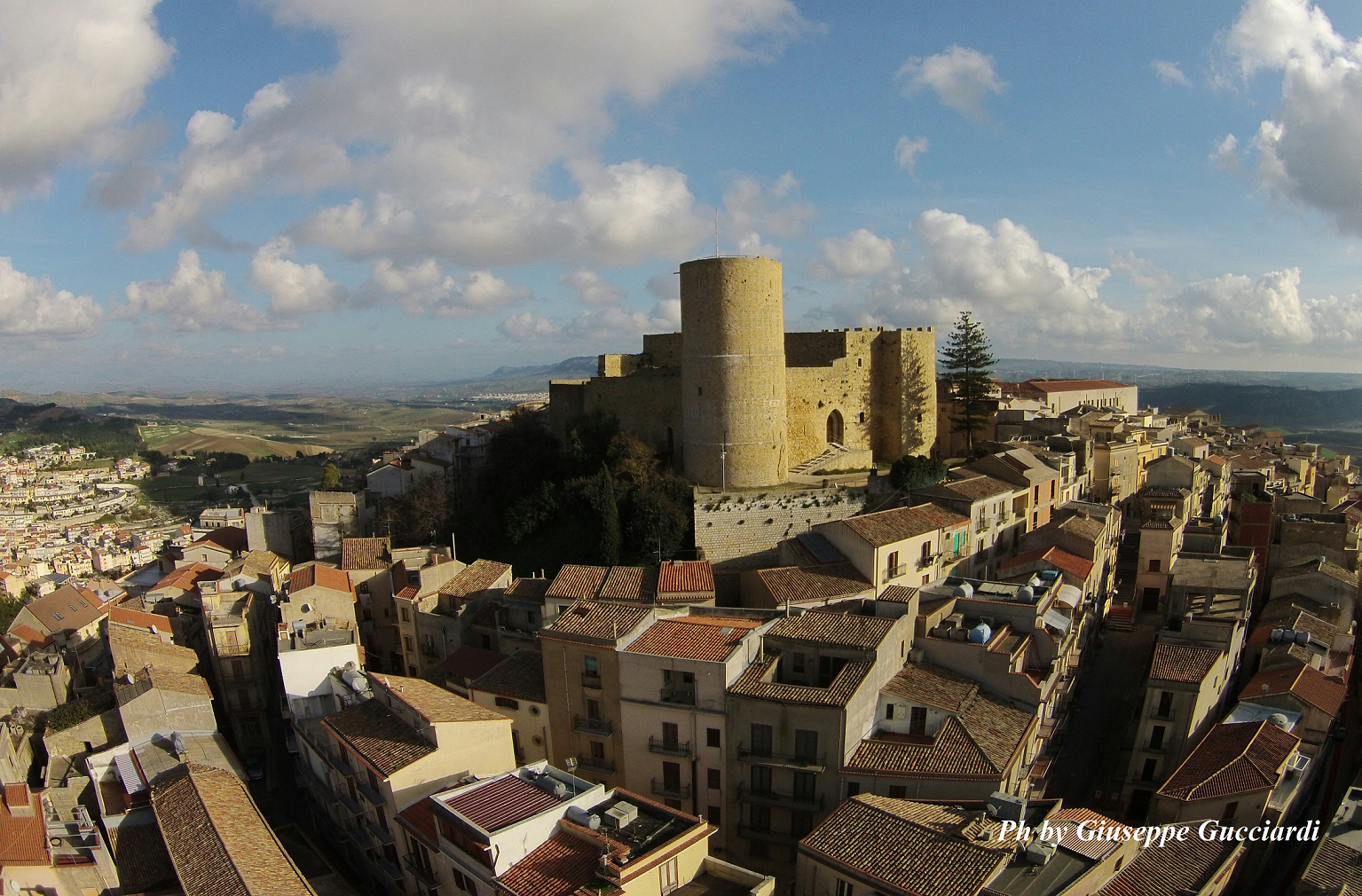
Veduta del castello normanno

Situata sulle pendici del Monte delle Rose tra il fiume Mazaro e il fiume Grande, Salemi è posta sul sito dell'antica città elima di Halyciae (Alicia).
Alicia fu teatro delle continue guerre tra Selinunte e Segesta. Successivamente subì una forte immigrazione cartaginese. Nel 272 a.C., conquistata dai Romani, fu dichiarata città libera ed esente da tributi per volontaria sottomissione. Nel V secolo, come il resto della Sicilia, fu saccheggiata dai Vandali. Nel 535, fu conquistata dai greci bizantini. Nell'827 venne occupata dai musulmani. Nel 1077, e quindi in età normanna, la cittadina conobbe un notevole sviluppo: il centro urbanistico andò strutturandosi conformemente all'odierna configurazione. In tale periodo venne edificato il castello.
Nel 1194, seguirono le dominazioni degli Svevi. Nel 1266, alla morte di Federico II, ebbe inizio il periodo angioino, che ridusse la popolazione in miseria. Nel 1283 Pietro III d'Aragona creò milites nella città di Salemi i nobili Pompeo di Vallone, Rumbao Sanclemente, Giovanni Lancillotto e Pietro Muccicarnicio. Nel 1296, Federico III di Sicilia declassò Salemi a città feudale, ma nel 1392 essa ottenne il più favorevole status di città demaniale.
Nel 1441, e precisamente l'11 dicembre, nel castello di Salemi si formò una confederazione costituita da Salemi, Trapani, Mazara, Monte San Giuliano e dai baroni di Castelvetrano e di Partanna, che si impegnava alla difesa, sostenendone le spese, della regina Bianca e della real casa di Aragona. Salemi venne, quindi, maggiormente fortificata e presidiata contro le incursioni dei pirati barbareschi.
Nel 1735, con l'incoronazione di Carlo III di Spagna a Re di Sicilia, avvenuta il 30 giugno, ebbe inizio la dominazione borbonica.

### Garibaldi e i Mille
Nel 1860 Giuseppe Garibaldi, dopo essere sbarcato a Marsala, si diresse alla volta di Salemi dove, il 14 maggio, venne accolto con grande entusiasmo dalla popolazione. Grazie all'aiuto del barone Giuseppe Triolo di Sant'Anna di Alcamo, che si era a lui unito con una banda di picciotti assunse la dittatura, cioè il governo, in nome di Vittorio Emanuele II, futuro re d'Italia. Nella Piazza del municipio, denominata "Dittatura" in ricorrenza dell'evento, una lapide ricorda che in quella data Giuseppe Garibaldi arrivò a Salemi dichiarandosi dittatore del Regno delle Due Sicilie “Siciliani! Io vi ho guidato una schiera di prodi accorsi all'eroico grido della Sicilia, resto delle battaglie lombarde. Noi siamo con voi! Non chiediamo altro che la liberazione della nostra terra. Tutti uniti, l'opera sarà facile e breve. All'armi dunque!”.
In quell'occasione, il 14 maggio 1860, l'Eroe dei Due Mondi issò, da sé, sulla cima della torre cilindrica del castello normanno-svevo la bandiera tricolore proclamando Salemi "capitale d'Italia", titolo che mantenne per un giorno.

### Le celebrazioni garibaldine
Il 25 aprile del 1982, in occasione della celebrazione del centenario della morte di Garibaldi, a Salemi si rappresentò simbolicamente e con la partecipazione del Presidente del Consiglio Bettino Craxi il percorso compiuto dal generale, condottiero e patriota italiano.
L'11 maggio 2010, in occasione dei festeggiamenti per il 150º anniversario dell'Unità d'Italia, il Presidente della Repubblica Giorgio Napolitano visitò Salemi, Calatafimi e Marsala.

### La Contea di Salemi
Il 1º dicembre 1889 re Umberto I, in segno di affetto nei confronti del fratello Amedeo di Savoia e della sua seconda moglie Maria Letizia Bonaparte, conferì al neonato nipote Umberto il titolo di “Conte di Salemi”.
Il titolo ricordava l’impresa dei Mille con la quale - proprio a Salemi - ebbe inizio il processo di unificazione del Paese.
In quella occasione, lo stesso Umberto I dispose che il Presidente del Consiglio Francesco Crispi desse esecuzione alle sue reali volontà. La risposta della Presidenza del Consiglio non si fece attendere, anche perché da molto tempo si era tentato di concedere alla città di Salemi un concreto riconoscimento per il significativo contributo dato a Garibaldi e ai picciotti nel percorso per l’Unità d’Italia. Fu così che il 15 dicembre 1889 il Consiglio dei Ministri, vista l’approvazione del Parlamento, diede esecuzione alle decisioni del Re di conferire al proprio nipote Umberto il titolo di “Conte di Salemi”. Questi, tuttavia, morì di influenza spagnola nel 1918 senza avere figli e conseguentemente il titolo fu estinto.
Il titolo, il 28 dicembre 2019, è stato onorificamente conferito (all'interno di Casa Savoia, privo di valore legale per la Repubblica Italiana) a Luisa Giovanna Bianca Agata Gavina Maria di Savoia, secondogenita di Emanuele Filiberto di Savoia e Clotilde Courau, nata a Ginevra il 16 agosto 2006.

### Le catastrofi e il terremoto del 1968
La città di Salemi ha subito, nel corso della sua storia, diverse calamità naturali. Nel 1270, il paese fu colpito da un'epidemia di peste propagata da alcuni soldati che tornavano da una spedizione in Tunisia. Per cercare di debellare il morbo furono bruciate e distrutte diverse abitazioni. Da questo evento ebbe origine la richiesta avanzata dal popolo, di avere un proprio santo protettore del paese: San Nicola di Bari. Nel 1542, un'invasione di cavallette provocò gravi danni alle coltivazioni agricole e una grave carestia. Molti cittadini invocarono l'intercessione di San Biagio (vedi cavadduzzi di San Biagio). Nel 1740, una frana si riversò sul convento dei Padri del Terz'ordine Francescano sul monte delle Rose oltre che sul convento dei frati cappuccini.
Nel 1968, nella notte tra il 14 e il 15 gennaio, la città fu gravemente colpita da un forte terremoto che rase al suolo molti comuni di un'area, giornalisticamente, individuata nella Valle del Belice. In concomitanza del terremoto, Salemi donò a Gibellina dei terreni pianeggianti, sui quali fu successivamente costruita la città di “Gibellina nuova”. A seguito dell'evento sismico le autorità politiche salemitane e gli architetti chiamati a progettare e ridisegnare la struttura del comune optarono per la ricostruzione del paese secondo uno stile nuovo. Per tali motivi lo sviluppo urbanistico ha portato a un decentramento verso la parte a valle della collina che è stata chiamata appunto, “Paese nuovo” e che ora rappresenta insieme con i "Cappuccini" una delle aree e dei quartieri con maggiore densità abitativa. Il centro storico è caratterizzato da uno schema di impianto arabeggiante, con vicoli ciechi molto articolati, che portano a cortili sempre più segregati e scale particolarmente ripide su strapiombi.
A seguito del sisma, l'abitato nella zona centrale, sebbene non fu del tutto disgregato, rimase per diversi anni abbandonato in virtù dei pochi interventi di restauro e di una scelta che hanno preferito decentrare i nuovi abitati in altri quartieri. La struttura, tuttavia, mantenne la monumentale ortogonalità del complesso costituito dal Collegio dei Gesuiti e da un denso corollario di dimore patrizie e di numerose chiese (oltre 20). 
In posizione elevata e strategicamente dominante sorge il Castello, eretto o quantomeno rimaneggiato da Federico II di Svevia nel XIII secolo, sulla base di un'antica fortezza greco-romana poi utilizzata dagli arabi e dai normanni, a pianta trapezoidale con tre torri, due quadrangolari e una a pianta circolare.
Inoltre il Castello era circondato da una doppia cinta muraria. Non esiste più nessuna traccia di tali mura ma esiste la memoria di almeno cinque delle porte che consentivano l'accesso alla città e di almeno tre torri di guardia ad essi sovrapposti. Gli ingressi di cui si hanno notizia erano: "Porta Gibli", "Porta Santa Maria", "Porta Aquila", " Porta Quercia", e "Porta Corleone".
Le torri di guardia invece erano quella adattata a campanile dell'ex Chiesa Madre, e quella trasformata in campanile della Chiesa di Sant'Antonino. Di una terza torre si ha notizia in seguito a dei lavori nel quartiere della Giudecca, e di cui non rimane traccia alcuna.
Sul sito dove sorgeva l'antica chiesa madre medievale dedicata alla Madonna degli Angeli e verosimilmente insistente su una moschea e su un tempio di Venere, nel 1615 ebbe inizio la costruzione del Duomo, su progetto dell'architetto palermitano Mariano Smiriglio e completato nel 1761, almeno per quanto riguarda il corpo longitudinale, giacché proprio da questa data ebbero inizio i lavori di ampliamento della vecchia abside. Il terremoto del 1968 non provocò che il crollo di parte di una navata laterale, l'incuria delle autorità civili ed ecclesiastiche del tempo lo ridussero a un imponente rudere. In parte recuperato, con un progetto d'intervento dell'architetto portoghese Álvaro Siza, suscitano ora particolare attrazione i resti dell'antica "Madrice" antistanti alla piazza Alicia sulla quale si affaccia anche il castello. Nel corso del convegno internazionale denominato Piazze d'Europa, piazze per l'Europa la piazza Alicia è stata inclusa tra i 60 buoni esempi di realizzazione, progettazione e riqualificazione urbanistica al mondo.

## Monumenti e luoghi d'interesse

### Architetture religiose

#### Chiese

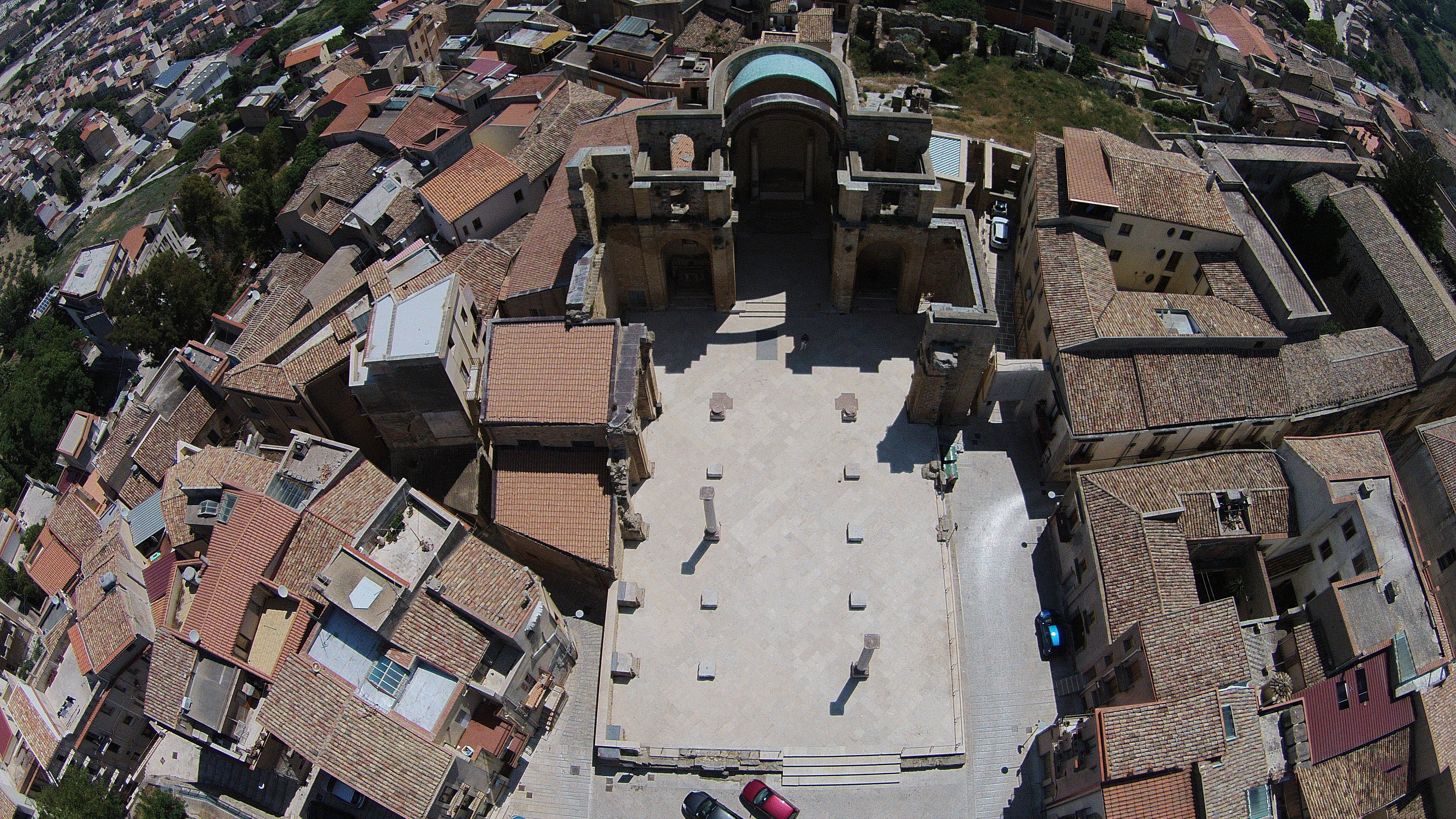
Chiesa Madre

Queste sono alcune delle chiese più importanti di Salemi:
- "Antico Duomo di San Nicola di Bari", danneggiato dal terremoto del Belice del 1968. Tempio di Venere in epoca romana; Chiesa Madre medievale dedicata alla "Madonna degli Angeli" fino al 1615 quando ebbe inizio il riassemblaggio e la ricostruzione per opera di Mariano Smiriglio.
- Duomo del Collegio dei Gesuiti (1642)
- Chiesa di Sant'Antonio da Padova
- Chiesa di Sant'Agostino
- Basilica paleocristiana di San Miceli, sorta su vestigia greche e romane del IV e VI secolo, riportata alla luce nel 1893 dall'archeologo Antonio Salinas
- Chiesa di San Bartolomeo
- Chiesa di San Biagio
- Chiesa del Carmine
- Chiesa di Santo Stefano
- Ex Chiesa del Rosario
- Chiesa della Misericordia
- Chiesa Santa Maria degli Angeli
- Chiesa Immacolata Concezione
- Chiesa San Giuseppe
- Chiesa San Giovanni
- Chiesa San Francesco di Paola
- Chiesa San Francesco d'Assisi
- Chiesa Santa Maria della Catena
- Chiesa San Clemente o Santa Annedda

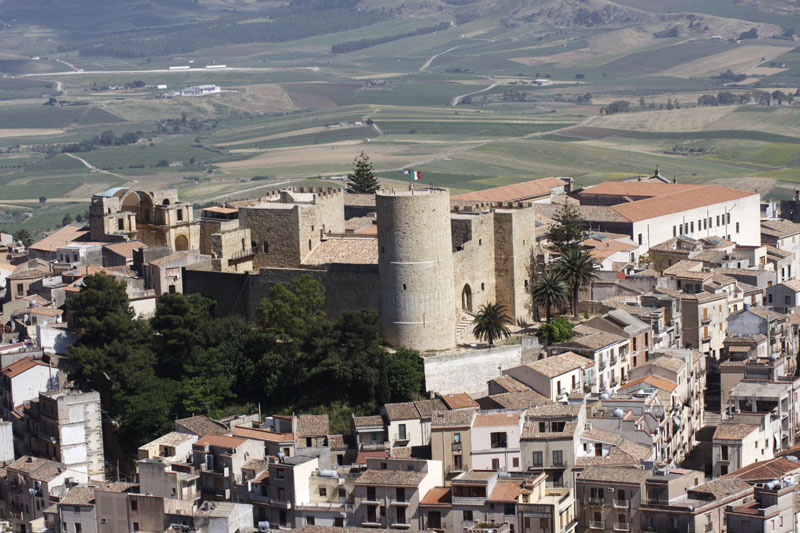
Il centro storico con il castello

### Architetture civili
- Castello Normanno, del 1077, in stile normanno, fu rimaneggiato da Federico II di Svevia nel XIII secolo. Sorge su preesistenti fortificazioni greco-romano.

## Società

### Evoluzione demografica
Abitanti censiti

### Religione
La religione che ha influenzato maggiormente l'architettura e la cultura salemitana è indubbiamente il cristianesimo, ma la presenza del sobborgo ebraico della Giudecca (sito ad ovest del paese) e del quartiere islamico del Rabato (sito a sud del borgo) è indicativa di come la città di Salemi rappresenti un luogo simbolo dell’integrazione fra i popoli e di come riesca a racchiudere in sé l'architettura e la cultura delle tre religioni monoteistiche: il cristianesimo, l'ebraismo e l'islam.

### Tradizioni e folclore

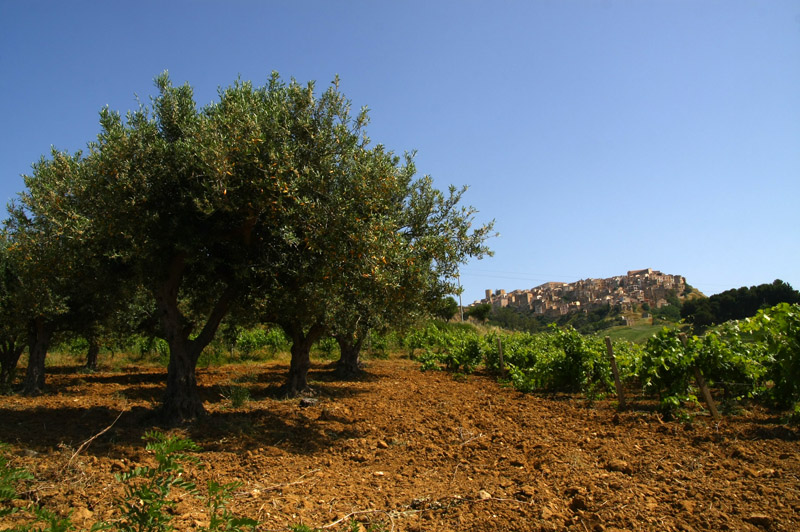
Veduta di Salemi

#### San Nicola di Bari
La leggenda lega la scelta del Santo Patrono di Salemi ad un triste evento.
Le milizie di Carlo d’Angiò, di ritorno da una spedizione a Tunisi, sbarcate a Trapani divulgarono il morbo della peste per tutto il territorio circostante, tra cui quello di Salemi che nel 1270 venne distrutta.
Si narra che la peste ebbe fine per intercessione della Vergine del Rosario, portata in processione da Calatafimi a Salemi dai pochi salemitani superstiti e collocata nella Chiesa in Piazza Alicia.
Salemi, passata nel frattempo alla casa Aragonese, fu ricostruita, ma i salemitani nel 1290, per timore di un altro flagello, avanzarono a papa Nicolò IV la richiesta di avere un proprio santo protettore, così come già ne godevano altre città del regno quali Siracusa, Catania e Palermo.
Il Santo Padre (al secolo Girolamo Masci che, giova ricordare, aveva assunto proprio il nome di Nicolò) decise che avrebbero dovuto essere gli stessi abitanti a scegliere il loro patrono. 
Per non dar luogo ad inopportune preferenze i salemitani decisero di tirare a sorte il nome del santo. Scrissero su dei pezzetti di carta i nomi di vari santi, in seguito li depositarono in una piccola scatola e decisero che il primo estratto sarebbe stato quello del loro Patrono.
Nel corso di una prima estrazione uscì il nome di San Nicola di Bari, ma non riscontrando alcun legame con il Santo si scelse di optare per una seconda estrazione. Anche in tal caso l'estratto fu nuovamente San Nicola, quindi si scelse di farne una terza. L'estrazione venne così eseguita per la terza volta e, "miracolosamente", venne riconfermato il Vescovo di Mira, che, pertanto, fu accolto gioiosamente dalla popolazione.
Si narra altresì che nel 1740 Dio volesse scagliare contro Salemi un'epidemia di colera ma che, per intercessione del Santo insieme alla Madonna, a San Biagio e a San Francesco, il paese fu salvato.
Successivamente, come ringraziamento nei confronti del Santo per avere protetto la città dal terremoto del 1794, nella centralissima Piazza della Libertà venne innalzata una statua a lui dedicata.
Nel 1987, in occasione del nono centenario della traslazione delle reliquie del santo da Myra a Bari, i salemitani offrirono come dono al Patrono un olio profumato del quale vennero versate alcune gocce sul marmo della sua tomba. Però, inaspettatamente, una volta versato questo venne completamente assorbito.
L'episodio suscitò parecchio clamore tra gli astanti, tant'è che l'ampolla è ancora custodita nel tesoro della Basilica di Bari come segno della venerazione al Santo che continua a esistere dopo sette secoli dalla sua proclamazione a Patrono di Salemi.

#### Le feste e la Città dei pani
La festa delle Cene di San Giuseppe si celebra il 19 marzo. In tale occasione vengono allestiti altari votivi dette "cene" costituiti da una struttura in legno, ricoperta di foglie d'alloro e mirto, e addobbata con arance e limoni piccoli pani ricamati detti cuddureddi e realizzati artigianalmente dalle donne del paese raffiguranti animali, piante e utensili da lavoro. Nell'occasione si producono i famosi dolci di San Giuseppe, i sfinci. Altri pani votivi sono i cuddureddi di sant'Antonio Abate, i cavadduzzi di San Biagio. Gli abitanti si rivolsero a questo santo nel 1465, per salvare i raccolti da un'invasione di cavallette, e i cuddureddi che rappresentano la gola.
Altri pani sacri sono il Bastone e i cucciddati confezionati il 2 aprile, nel giorno dedicato a San Francesco di Paola, i Pani di sant'Antonio da Padova, i Panelli di san Nicolò da Tolentino, i pani di santa Elisabetta d'Ungheria. Inoltre u peri di voi (il piede di bue) confezionato con la prima farina del nuovo raccolto, i Manuzzi, in occasione della commemorazione dei defunti del 2 novembre, u carcocciulu il carciofo per le feste natalizie. Per tali ragioni Salemi è definita la Città dei pani che si possono ammirare presso il Museo del Pane Rituale.
In onore del santo patrono della città, san Nicola di Bari, si svolge Lu fistinu di San Nicola. La festa ricorre il 6 dicembre anche se anticamente veniva celebrata anche il 9 maggio, data della traslazione delle reliquie del santo e ultima domenica di maggio in cui si celebrava il patrocinio. L'8 dicembre si celebra la solennità dell'Immacolata Concezione della Beata Vergine Maria, festeggiata e onorata a Salemi come protettrice della città sin dal 1740, data nella quale il suo simulacro ligneo fu donato da don Gioacchino Genco, parroco di Resuttana, ai salemitani suoi concittadini. Nell'ultima domenica di agosto nel rione dei Cappuccini si celebra la Madonna della Confusione (ovvero del turbamento, del dolore per la morte del figlio).

#### La tessitura e la pietracampanedda
Fra le tradizioni tipiche più fiorenti mantenute occorre ricordare la tessitura dei tappeti al telaio, il ricamo e la lavorazione della pietra "campanedda" ricavata dalle cave del territorio e utilizzata per i decori delle case e scolpita dagli artigiani locali.

#### I Giardinieri

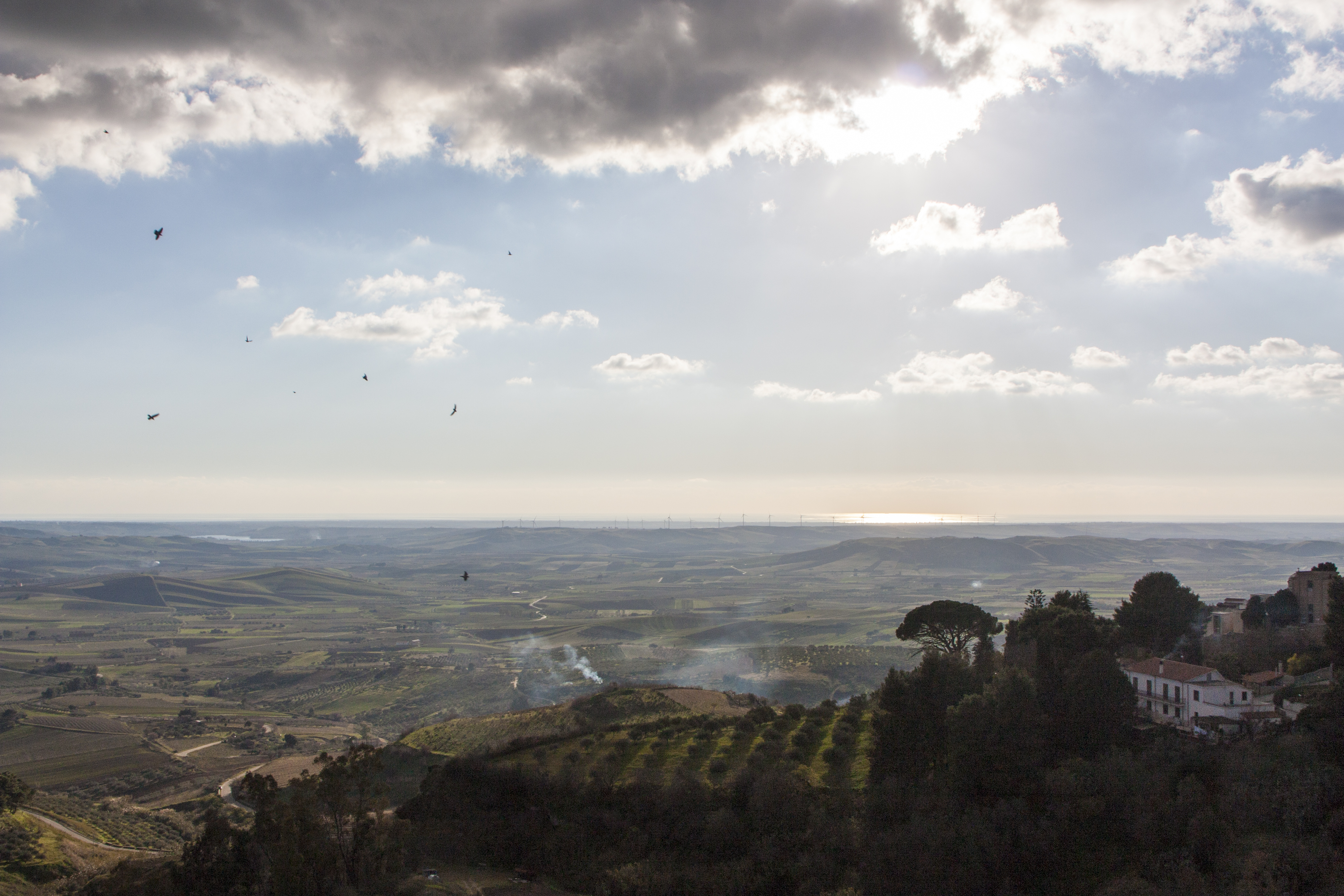
Lago della Trinità a Salemi

Maschera salemitana - u Giardinieri: indossa il costume del Burgisi cioè pantaloni alla zuava, giacca e gilè tutti di velluto marrone, stivali neri, una camicia bianca e al collo un fazzoletto rosso. In testa un cappello adornato di fiori di carta crestata multicolori dal quale nella parte posteriore scendono delle frange sempre di carta multicolori, alla spalle porta un contenitore detta "sachina". Tramite un attrezzo estensibile nei giorni di carnevale elargisce prodotti da giardino mandarini alle ragazze simpatiche o cetrioli e carote a quelle antipatiche.
Nulla si sa delle sue origini. altre maschere siciliane che adoperano la "Scaletta" erano u scalittaru palermitano e "a vecchia" di San Fratello menzionati dal Pitrè.

## Cultura

### Istruzione

#### Biblioteche
La biblioteca comunale, istituita il 3 novembre 1860, è intitolata al filosofo e docente universitario salemitano Simone Corleo. Contiene più di 90.000 volumi ed è ubicata nel cuore del centro storico, nei pressi della Chiesa Madre.

#### Scuole
Il Liceo Statale Francesco d'Aguirre è l'Istituto Superiore per l'Istruzione Classica, Tecnica e Professionale situato nel comprensorio di Salemi. Prende il nome dell'insigne giurista salemitano. L'Istituto ingloba il Liceo Classico e l'Istituto Tecnico Commerciale entrambi con sede a Salemi, l'Istituto professionale di Stato per l'industria e l'artigianato (settore dell'operatore della moda) e l'Istituto professionale di Stato per l'industria e l'artigianato (settore tecnico dell'industria elettrica) con sede a Santa Ninfa.
Anticamente il Liceo Classico, noto come il "Liceo di Padre Maurizio", era situato nel convento di S. Agostino, ora sede di alcuni uffici comunali.

#### Musei

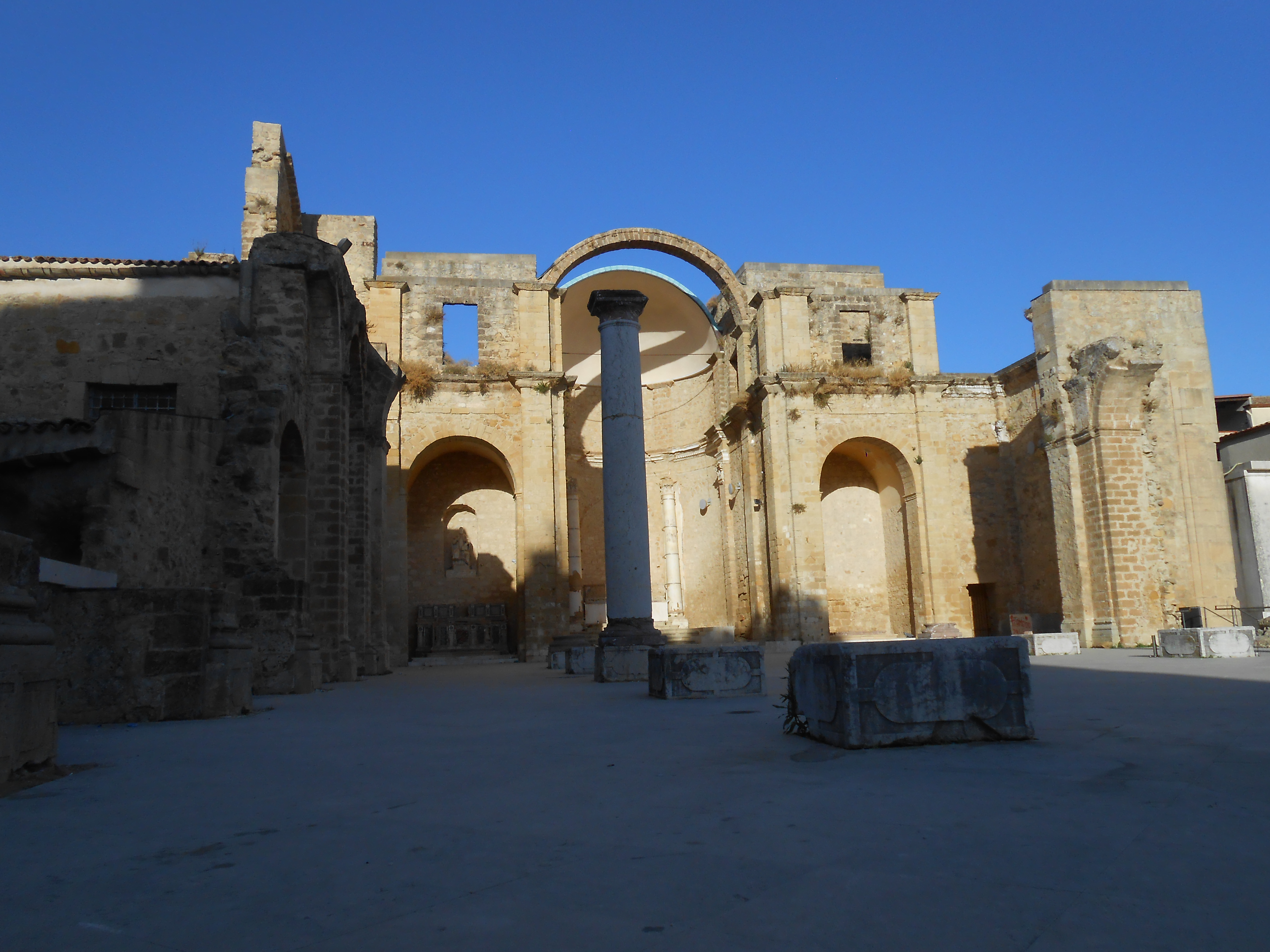
Chiesa Madre, Álvaro Siza, Salemi

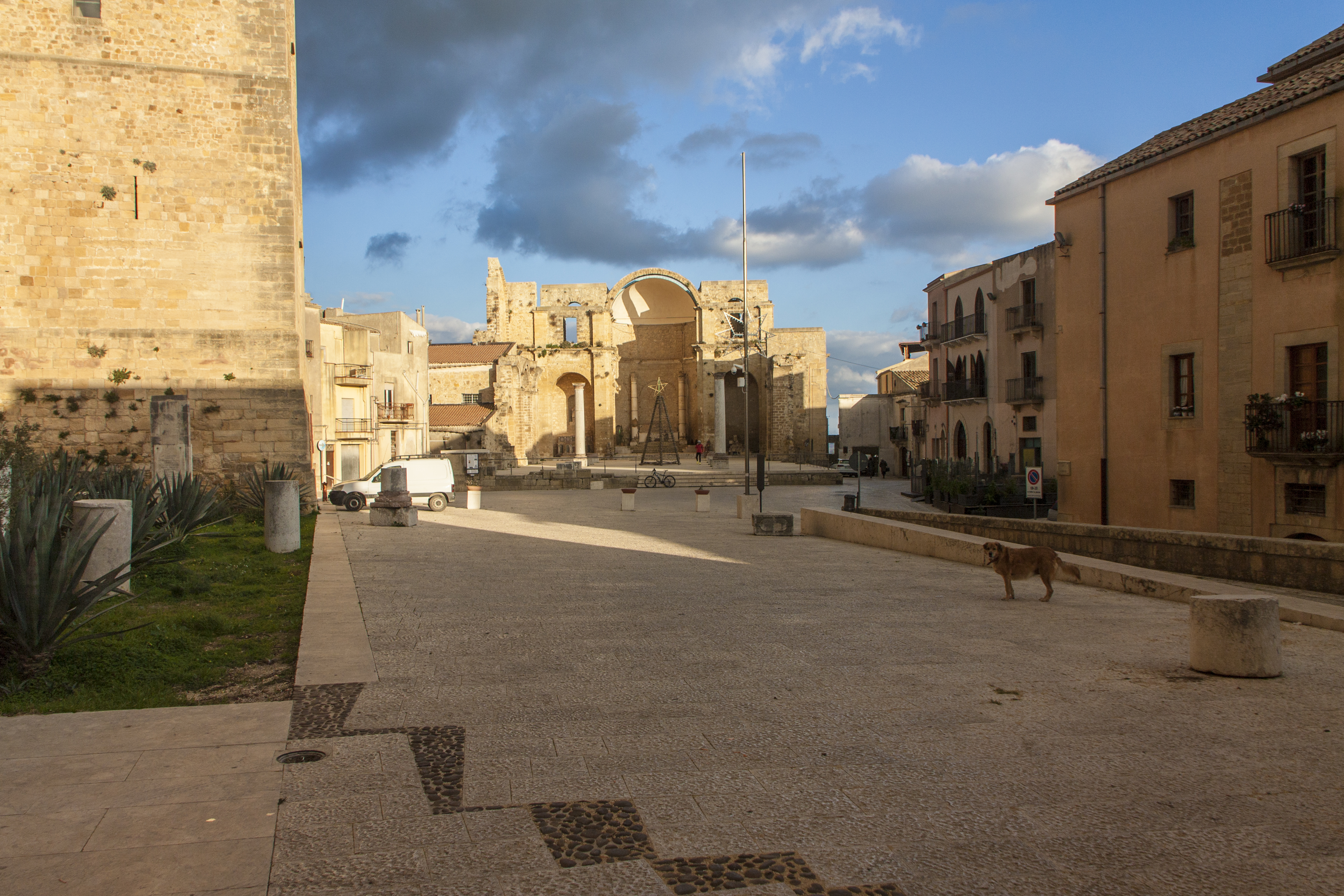
Piazza Alicia, Salemi

Dentro il Collegio dei Gesuiti si trovano i Musei Civici di Salemi che comprendono le sezioni: arte sacra, archeologica, risorgimentale, museo della Mafia, museo della "pietra campanedda". All'interno del museo civico è situata una cappella del XVIII secolo che riproduce, in modo fedele, la Casa Santa di Loreto "Casa della Madonna".
Nella via Giovanni Cosenza al civico 26, si trova il "Museo del pane rituale", collezione privata, unico in Sicilia. Ospita più di 1000 pani rituali della tradizione salemitana e altri provenienti da altri paesi dell'isola.

## Economia
L'economia di Salemi poggia principalmente sull'agricoltura e sulla commercializzazione della produzione di vino, grano, olio e agrumi.
La produzione agricola predominante è quella vitivinicola, cerealicola e olearia. È rilevante il comparto zootecnico con l'allevamento di ovini, bovini ed equini. Sono presenti anche attività artigianali e piccolo-industriali (alimentari e materiali da costruzione).

## Infrastrutture e trasporti
Salemi è posta a pochi chilometri dalla Autostrada A29, Palermo - Mazara del Vallo. È possibile raggiungere Trapani percorrendo la diramazione dell'A29 oppure la strada statale 113. È attraversata da due strade statali. La strada statale 188 che collega Marsala con Lercara Friddi e la strada statale 188A che unisce Salemi e Calatafimi-Segesta; è anche possibile usufruire della strada statale 119 che collega Alcamo con Castelvetrano per raggiungere il sud della provincia. In particolare dista 35 km da Trapani, 78 km da Palermo, 134 km da Agrigento, 204 km da Caltanissetta, 326 km da Catania, 239 km da Enna, 337 km da Messina, 270 km da Ragusa, 351 km da Siracusa.

## Amministrazione
| Periodo | Periodo | Primo cittadino            | Partito                                             | Carica                    | Note                                                      |
| ------- | ------- | -------------------------- | --------------------------------------------------- | ------------------------- | --------------------------------------------------------- |
| 1946    | 1948    | Giuseppe Angelo            |                                                     | Sindaco                   | Primo sindaco eletto del dopoguerra                       |
| 1948    | 1948    | Emilio Di Marco            | nessuno                                             | Commissario prefettizio   |                                                           |
| 1948    | 1949    | Salvatore Cognata          |                                                     | Sindaco                   |                                                           |
| 1949    | 1950    | Francesco Paolo Di Stefano |                                                     | Sindaco                   |                                                           |
| 1950    | 1951    | Arcangelo Drago            |                                                     | Sindaco                   |                                                           |
| 1951    | 1951    | Stefano Russo              | nessuno                                             | Commissario prefettizio   |                                                           |
| 1951    | 1952    | Manganaro Giovanni         | nessuno                                             | Commissario prefettizio   |                                                           |
| 1952    | 1956    | Vero Felice Monti          | Partito Comunista Italiano                          | Sindaco                   |                                                           |
| 1956    | 1956    | Antonino Rubino            | Partito Comunista Italiano                          | Sindaco                   |                                                           |
| 1956    | 1960    | Vito Teri                  | Partito Repubblicano Italiano                       | Sindaco                   |                                                           |
| 1960    | 1965    | Vincenzo Ingraldi          | Democrazia Cristiana                                | Sindaco                   |                                                           |
| 1965    | 1965    | Giuseppe Cascio Favara     | Democrazia Cristiana                                | Sindaco                   |                                                           |
| 1965    | 1966    | Vero Felice Monti          | Partito Comunista Italiano                          | Sindaco                   |                                                           |
| 1966    | 1967    | Giuseppe Cascio Favara     | Democrazia Cristiana                                | Sindaco                   |                                                           |
| 1967    | 1970    | Antonino Grillo            | Democrazia Cristiana                                | Sindaco                   |                                                           |
| 1970    | 1972    | Angelo Bivona              | Partito Socialista Italiano                         | Sindaco                   |                                                           |
| 1972    | 1984    | Giuseppe Cascio Favara     | Democrazia Cristiana                                | Sindaco                   |                                                           |
| 1984    | 1986    | Luigi Renda                | Democrazia Cristiana                                | Sindaco                   |                                                           |
| 1986    | 1987    | Giuseppe Cascio Favara     | Democrazia Cristiana                                | Sindaco                   |                                                           |
| 1987    | 1990    | Vito Cusumano              | Partito Socialista Italiano                         | Sindaco                   |                                                           |
| 1990    | 1992    | Biagio Grimaldi            | Democrazia Cristiana                                | Sindaco                   |                                                           |
| 1992    | 1994    | Antonino Maniaci           | Democrazia Cristiana                                | Sindaco                   |                                                           |
| 1994    | 1998    | Fortunato Bivona           | lista civica - centro-sinistra                      | Sindaco                   | Primo sindaco eletto direttamente dai cittadini           |
| 1998    | 2002    | Luigi Crimi                | Alleanza Nazionale - coalizione con il PDS          | Sindaco                   | Sfiduciato dal consiglio comunale                         |
| 2002    | 2003    | Salvatore Rocca            | nessuno                                             | Commissario straordinario | Nominato dal governo regionale                            |
| 2003    | 2008    | Biagio Mastrantoni         | lista civica - centro-sinistra                      | Sindaco                   |                                                           |
| 2008    | 2012    | Vittorio Sgarbi            | lista civica - coalizione con l'UDC e la (nuova) DC | Sindaco                   | Comune commissariato per le dimissioni del sindaco        |
| 2012    | 2013    | Leopoldo Falco             | nessuno                                             | Commissario prefettizio   | Comune sciolto il 23 marzo 2012 per infiltrazioni mafiose |
| 2013    | 2014    | Benedetto Basile           | nessuno                                             | Commissario prefettizio   |                                                           |
| 2014    | 2019    | Domenico Venuti            | Partito Democratico - coalizione con l'UDC          | Sindaco                   |                                                           |
| 2019    | 2024    | Domenico Venuti            | lista civica - centro-sinistra Salemi 2024          | Sindaco                   |                                                           |

## Sport
Nel comune sono presenti diverse associazioni sportive: ASD Città di Salemi e ASD Salemi Polisportiva ; ASD Basket Salemi; Volley Club Salemi; Tennis Club Alicia.
Tra gli altri, particolarmente praticato è il Biliardo; disciplina con cui Salvatore Mannone, di Salemi, è stato il primo campione del mondo.